# Zapuže pri Kostelu
Zapuže pri Kostelu je naselje u slovenskoj Općini Kostelu. Zapuže pri Kostelu se nalazi u pokrajini Dolenjskoj i statističkoj regiji Jugoistočnoj Sloveniji. 

## Stanovništvo
Prema popisu stanovništva iz 2002. godine naselje je imalo 5 stanovnika.